# تراولر کلاس بتل
تراولر کلاس بتل (به انگلیسی: Battle-class trawler) یک کلاس از کشتی است که طول آن ۱۳۰ فوت (۴۰ متر) می‌باشد.